# Partidul Pământul Liber
Partidul Pământul Liber (în engleză Free Soil Party) a fost un partid politic de coaliție cu o existență de scurtă durată în Statele Unite, activ din 1848 până în 1854, când a fost absorbit de Partidul Republican. Partidul s-a concentrat în mare parte pe singura problemă⁠(d): opoziția față de extinderea sclaviei în teritoriile de vest ale Statelor Unite.
Partidul Pământul Liber s-a format în timpul alegerilor prezidențiale din 1848⁠(d), care au avut loc după Războiul Mexicano-American și în contextul dezbaterilor privind extinderea sclaviei în Cesiunea Mexicană⁠(d). După ce Partidul Whig și Partidul Democrat au nominalizat candidați la președinție care nu erau dispuși să excludă extinderea sclaviei în Cesiunea Mexicană, democrații și Whig-ii anti-sclavie s-au alăturat membrilor grupării aboliționiste Partidul Libertății pentru a forma noul Partid Pământul Liber. Candidând la președinție din partea Partidului Pământul Liber, fostul președinte Martin Van Buren a câștigat 10,1 la sută din votul popular, cea mai bună performanță în votul popular a unui candidat terț până la acel moment din istoria SUA.
Deși Van Buren și mulți alți susținători ai Pământului Liber s-au alăturat democraților sau Whig-ilor imediat după alegerile din 1848, liber-pământiștii și-au păstrat prezența în Congres în următorii șase ani. Conduși de persoane precum Salmon P. Chase din Ohio, John P. Hale⁠(d) din New Hampshire și Charles Sumner din Massachusetts, liber-pământiștii s-au opus ferm Compromisului din 1850, care a soluționat temporar problema sclaviei în Cesiunea Mexicană. Hale a candidat la președinție din partea partidului la alegerile prezidențiale din 1852⁠(d), luând puțin sub cinci procente din voturi. Legea Kansas-Nebraska din 1854 a abrogat Compromisul Missouri și a revoltat mulți nordici, contribuind la prăbușirea Partidului Whig și stimulând crearea unui nou partid anti-sclavie, cu o bază largă, cunoscut sub numele de Partidul Republican. Cei mai mulți liber-pământiști s-au alăturat Partidului Republican, care a devenit partidul politic dominant în Statele Unite în al treilea sistem de partide⁠(d) (1856–1894).

## Istorie

### Context

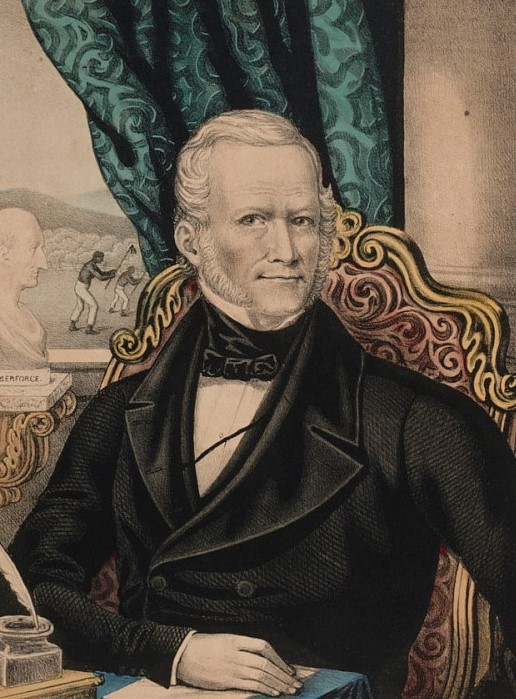
a fost de două ori candidat la președinție al Partidului Libertății, un precursor al Partidului Pământul Liber.

Deși William Lloyd Garrison⁠(d) și majoritatea celorlalți aboliționiști din anii 1830 evitaseră în general sistemul politic, în 1840, un mic grup de aboliționiști⁠(d) a fondat Partidul Libertății, un partid terț⁠(d) dedicat abolirii imediate a sclaviei. Partidul Libertății l-a nominalizat pe James G. Birney⁠(d) pentru președinție și pe Thomas Earle⁠(d) pentru vicepreședinție la alegerile prezidențiale din 1840⁠(d). La câteva luni după alegerile din 1840, partidul l-a renominalizat pe Birney pentru președinție, a înființat un comitet național al partidului și a început să se organizeze la nivel de stat și local. Sprijinul pentru partid a crescut în Nord, în special printre foștii whig evanghelici din New England, nordul statului New York, Michigan și Rezerva de Vest⁠(d) a Connecticutului din Ohio. Alți Whig anti-sclavie, precum John Quincy Adams, au rămas în cadrul Partidului Whig, dar au susținut din ce în ce mai mult politicile anti-sclavie, cum ar fi abrogarea regulii tăcerii⁠(d), care a împiedica Camera Reprezentanților să ia în discuție petițiile aboliționiste. Între timp, vechii lideri aboliționiști, precum Lewis Tappan⁠(d), au devenit din ce în ce mai deschiși spre a activa și în cadrul sistemului politic. Ca o reflectare a creșterii sentimentului anti-sclavie, mai multe state nordice au adoptat legi privind libertatea personală⁠(d) care interziceau autorităților statului să coopereze la capturarea și returnarea sclavilor fugari.
Începând din mai 1843, președintele John Tyler a făcut din anexarea Texasului prioritatea sa-cheie. Majoritatea liderilor ambelor partide s-au opus deschiderii chestiunii anexării în 1843 de teamă să nu aprindă dezbaterea asupra sclaviei; anexarea Texasului a fost văzută pe scară largă ca o inițiativă pro-sclavie, deoarece ar fi adăugat un alt stat sclavagist la uniune. Cu toate acestea, în aprilie 1844, secretarul de stat John C. Calhoun a încheiat un tratat cu Texasul, care prevedea anexarea acestei țări. Henry Clay și Martin Van Buren, cei doi favoriți pentru nominalizările prezidențiale ale marilor partide la alegerile prezidențiale din 1844⁠(d), ambii și-au anunțat opoziția față de anexare, iar Senatul a blocat tratatul. Spre surprinderea lui Clay și a altor Whig, Convenția Națională Democrată din 1844 l-a respins pe Van Buren în favoarea lui James K. Polk și a aprobat o platformă care cerea achiziția atât a Texasului, cât și a Țării Oregonului⁠(d). Polk l-a învins pe Clay într-un scrutin strâns, luând 49,5% din voturile populare și majoritatea voturilor electorale. Numărul alegătorilor care au votat pentru Birney a crescut de zece ori, de la 6.200 în 1840 (0,3% din votul popular) la 62.000 (2,3% din votul popular) în 1844.

### Formarea Partidului Pământul Liber

#### Prevederea Wilmot

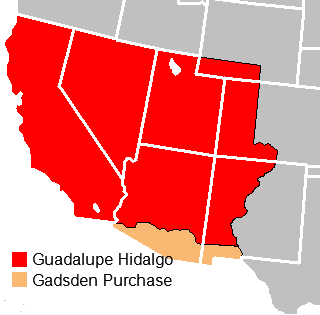
Liber-pământiștii au căutat să excludă sclavia din Cesiunea Mexicană (roșu), care a fost dobândită de la Mexic prin tratatul de la Guadalupe Hidalgo din 1848.

După anexarea Texasului în 1845, președintele Polk a început pregătirile pentru un potențial război cu Mexicul, care încă considera Texasul o parte a republicii sale. După ce o încăierare cunoscută sub numele de Afacerea Thornton⁠(d) a izbucnit pe malul nordic al lui Rio Grande, Polk a convins Congresul să declare război Mexicului. Deși majoritatea democraților și Whig-ilor au susținut inițial războiul, Adams și alți Whig anti-sclavie au atacat războiul ca fiind un complot al „Puterii Sclaviei” conceput pentru a extinde sclavia în America de Nord. Între timp, fostul congressman democrat John P. Hale⁠(d) i-a sfidat pe liderii de partid denunțând anexarea Texasului, ceea ce l-a făcut să piardă realegerea în 1845. Împreună cu Whig-ii anti-sclavie și cu Partidul Libertății, Hale a fondat un nou partid în New Hampshire și a câștigat alegerile pentru Senat la începutul anului 1847. La New York, tensiunile dintre facțiunile Barnburner și cea conservatoare Hunker⁠(d) din Partidul Democrat au crescut, pe măsură ce Hunkerii s-au aliat cu Whig-ii pentru a învinge campania de realegere a guvernatorului democrat Silas Wright⁠(d).
În august 1846, Polk a cerut Congresului să aloce 2 milioane de dolari în speranța de a folosi acești bani ca avans pentru achiziționarea teritoriului Alta California⁠(d) într-un tratat cu Mexicul. În timpul dezbaterii asupra proiectului de alocare de fonduri, congressmanul democrat David Wilmot⁠(d) din Pennsylvania a propus un amendament cunoscut sub numele de prevederea Wilmot⁠(d), prin care s-ar fi interzis sclavia în orice teritoriu nou dobândit. Deși susțineau pe scară largă războiul, Wilmot și alți democrați nordici anti-sclavie au ajuns să considere din ce în ce mai mult că Polk favorizează nejustificat interesele Sudului, parțial din cauza deciziei lui Polk de a ajunge la un compromis cu Regatul Unit cu privire la împărțirea Oregonului⁠(d). Spre deosebire de unii Whig din Nord, Wilmot și alți democrați anti-sclavie nu erau în mare parte preocupați de problema egalității rasiale, dar se opuneau extinderii sclaviei, deoarece credeau că instituția este dăunătoare „omului alb muncitor”. Prevederea Wilmot a fost votată în Congres cu sprijinul atât al Whig-ilor din Nord, cât și al democraților din Nord, rupând astfel modelul obișnuit al diviziunii partizane în voturile din Congres, dar a fost respins în Senat, unde sudiștii controlau un număr proporțional mai mare de locuri. Mai mulți congressmani nordici au respins ulterior încercarea președintelui Polk și a senatorului Lewis Cass de a extinde linia compromisului Missouri până la Pacific.
În februarie 1848, negociatorii mexicani și americani au convenit tratatul de la Guadalupe Hidalgo, care prevedea cedarea teritoriilor Alta California și New Mexico. Deși mulți senatori au avut rezerve cu privire la tratat, Senatul l-a aprobat cu 38 de voturi pentru și 14 împotrivă în februarie 1848. Efortul senatorului John M. Clayton de a ajunge la un compromis cu privire la statutul sclaviei în teritorii a fost respins în Cameră, ceea ce a făcut ca sclavia să fie o problemă importantă în alegerile din 1848.

#### Alegerile din 1848

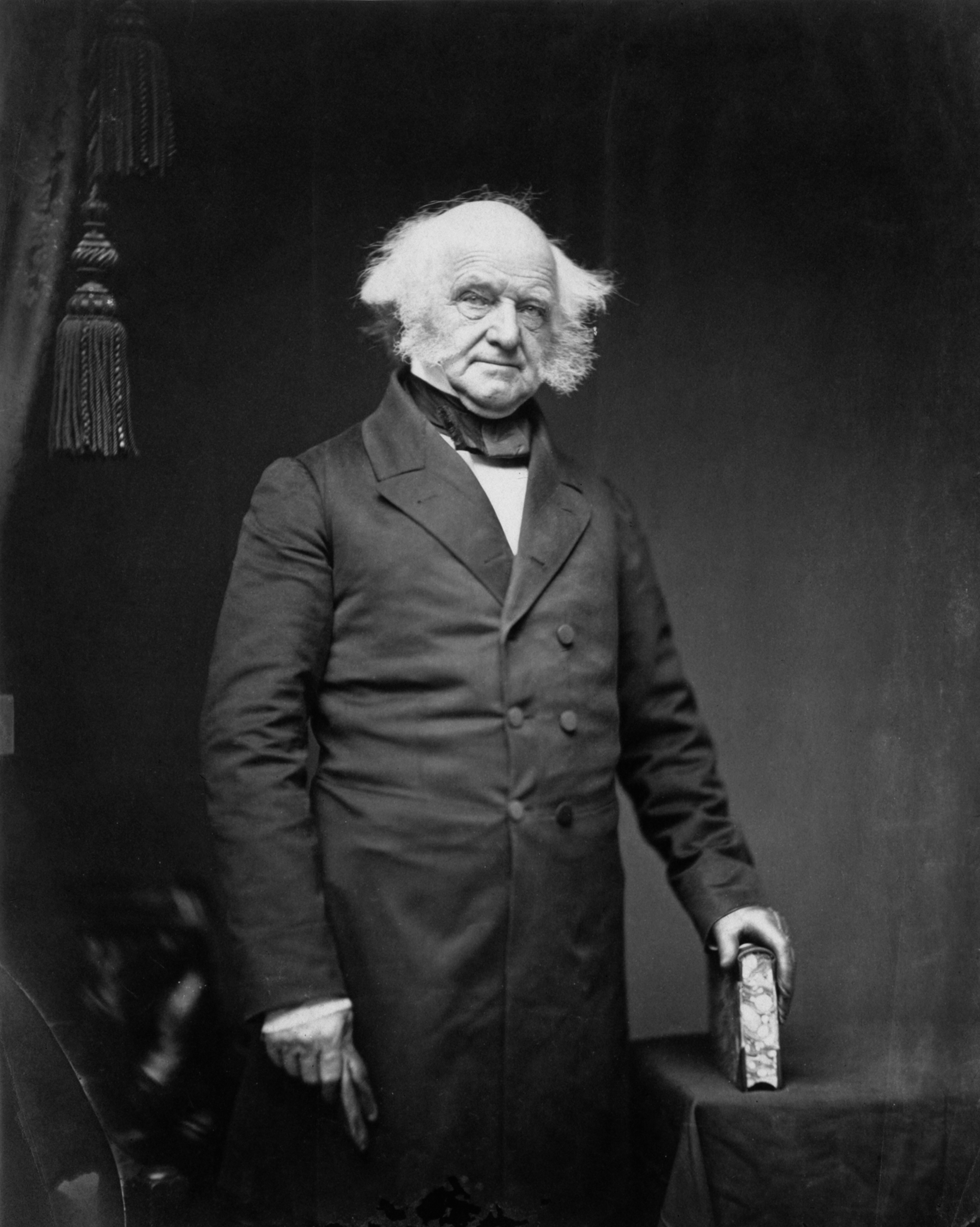
Partidul l-a nominalizat pe fostul președinte Martin Van Buren pentru președinție la alegerile prezidențiale din 1848

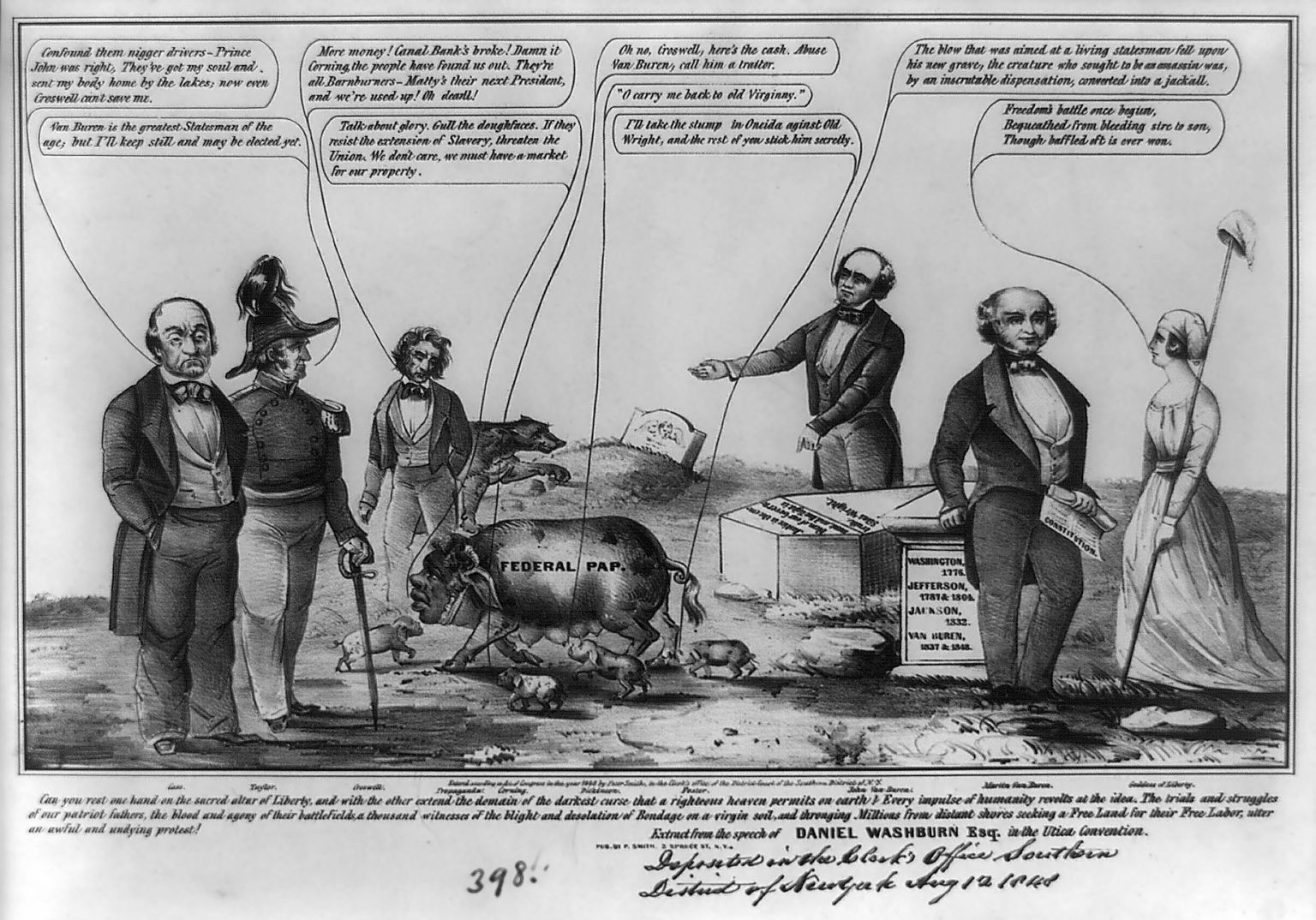
Caricatură din 1848 pentru Van Buren

Conduși de John Van Buren⁠(d), Barnburners au plecat de la Convenția Națională Democrată din 1848, după ce partidul i-a nominalizat pe senatorul Lewis Cass din Michigan și pe fostul congresman William O. Butler⁠(d) din Kentucky; Cass și Butler se opuseseră amândoi prevederii Wilmot. La scurt timp după ce democrații l-au nominalizat pe Cass, un grup de Whig a făcut planuri pentru o convenție a politicienilor și activiștilor anti-sclavie, dacă Convenția Națională Whig din 1848 l-ar nominaliza pe generalul Zachary Taylor din Louisiana pentru președinție. Cu sprijinul puternic al delegaților statelor sclavagiste, Taylor l-a învins pe Henry Clay și a obținut nominalizarea prezidențială din partea Partidului Whig. Pentru vicepreședinție, Whig-ii l-au nominalizat pe Millard Fillmore din New York, un nordic conservator. Nominalizarea lui Taylor, un deținător de sclavi fără vreo istorie în Partidul Whig, i-a determinat pe Whig-ii anti-sclavie să își ducă la bun sfârșit planul lor de convenție, care avea să se întrunească la Buffalo, New York în august. O facțiune a Partidului Libertății condusă de Salmon P. Chase a acceptat să participe la convenție, deși o altă facțiune a partidului, condusă de Gerrit Smith⁠(d), a refuzat să ia în considerare fuziunea cu un alt partid.
Între timp, Barnburners s-au reunit la Utica, New York, pe 22 iunie; lor li s-au alăturat un număr mai mic de whigs și democrați din afara New Yorkului. Deși inițial a fost reticent să accepte să candideze la președinție, fostul președinte Van Buren a acceptat nominalizarea prezidențială a acestui grup. Van Buren susținea poziția conform căreia sclavia ar trebui să fie exclusă din teritoriile dobândite din Mexic, declarându-și în continuare credința că sclavia nu era în concordanță cu „principiile Revoluției”. Deoarece Van Buren acceptase regula tăcerii și a făcuse în general pe placul liderilor pro-sclavie în timpul președinției sale, mulți lideri ai Partidului Libertății și Whigs anti-sclavie nu erau convinși de sinceritatea convingerilor lui Van Buren împotriva sclaviei. Istoricul A. James Reichley scrie că, deși resentimentele care au decurs din înfrângerea sa la Convenția Națională Democrată din 1844 ar fi putut juca un rol în candidatura sa, Van Buren a candidat pe motiv că „bunăstarea pe termen lung a [Partidului Democrat] și a națiunii, impune ca [Partidul Democrat] să renunțe la influențele calhounite, chiar și cu prețul pierderii unui scrutin sau două”.
Cu o combinație de participanți de la Partidul Democrat, Whig și Partidul Libertății, Convenția Națională a Pământului Liber s-a reunit la Buffalo la începutul lunii august. Liderii anti-sclavie au reprezentat majoritatea participanților, dar convenția a atras și câțiva democrați și whigs  indiferenți față de problema sclaviei, dar cărora le displăcea candidatul partidului respectiv. Salmon Chase, Preston King⁠(d) și Benjamin Franklin Butler⁠(d) au condus elaborarea unei platforme care nu numai că susținea prevederea Wilmot dar cerea și abolirea sclaviei în Washington, DC și în toate teritoriile SUA. Cu sprijinul majorității delegaților democrați, a aproximativ jumătate dintre delegații Whig și a unui număr mic de lideri ai Partidului Libertății, Van Buren l-a învins pe John P. Hale și a câștigat nominalizarea prezidențială a partidului incipient. Pentru vicepreședinție, Partidul Pământul Liber l-a nominalizat pe Charles Francis Adams Sr.⁠(d), fiul cel mai mic al recent răposatului John Quincy Adams.
Unii lideri ai Pământului Liber erau la început optimiști că Van Buren ar putea câștiga câteva state din Nord și ar putea forța alegeri contingente⁠(d) în Camera Reprezentanților, dar Van Buren nu a câștigat niciun vot electoral. Totuși, nominalizarea lui Van Buren i-a înstrăinat pe mulți Whig; cu excepția nordului statului Ohio, majoritatea liderilor Whig și a ziarelor s-au raliat în jurul candidaturii lui Taylor. În cele din urmă, Taylor a câștigat alegerile cu o majoritate a votului electoral și o pluralitate a votului popular, îmbunătățind performanța lui Clay din 1844 în sud și beneficiind de dezertarea multor democrați la Van Buren în nord. Van Buren a câștigat zece la sută din votul popular național și cincisprezece la sută din votul popular în statele nordice; a primit un total de voturi populare de cinci ori mai mare decât cel din candidatura lui Birney din 1844. Van Buren a fost primul candidat al unui partid terț din istoria SUA care a câștigat cel puțin zece la sută din votul popular național. La alegerile concurente pentru Congres, Salmon Chase a câștigat alegerile pentru Senat și aproximativ o duzină de candidați de la Pământul Liber au câștigat alegerile în circumscripțiile lor pentru Camera Reprezentanților.

### Între alegeri, 1849–1852

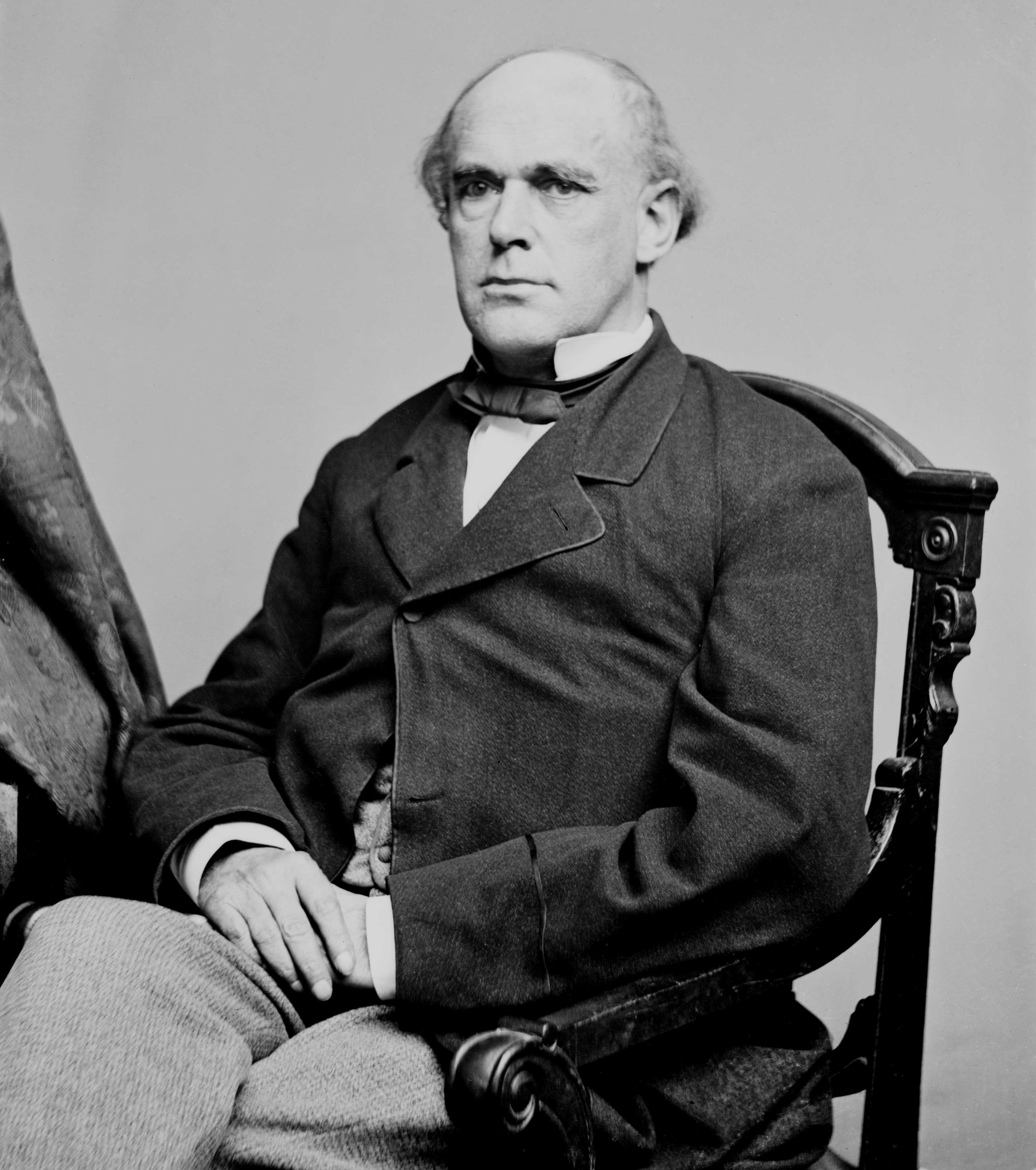
Salmon P. Chase din Ohio a fost unul dintre cei mai proeminenți lideri ai Partidului Pământul Liber

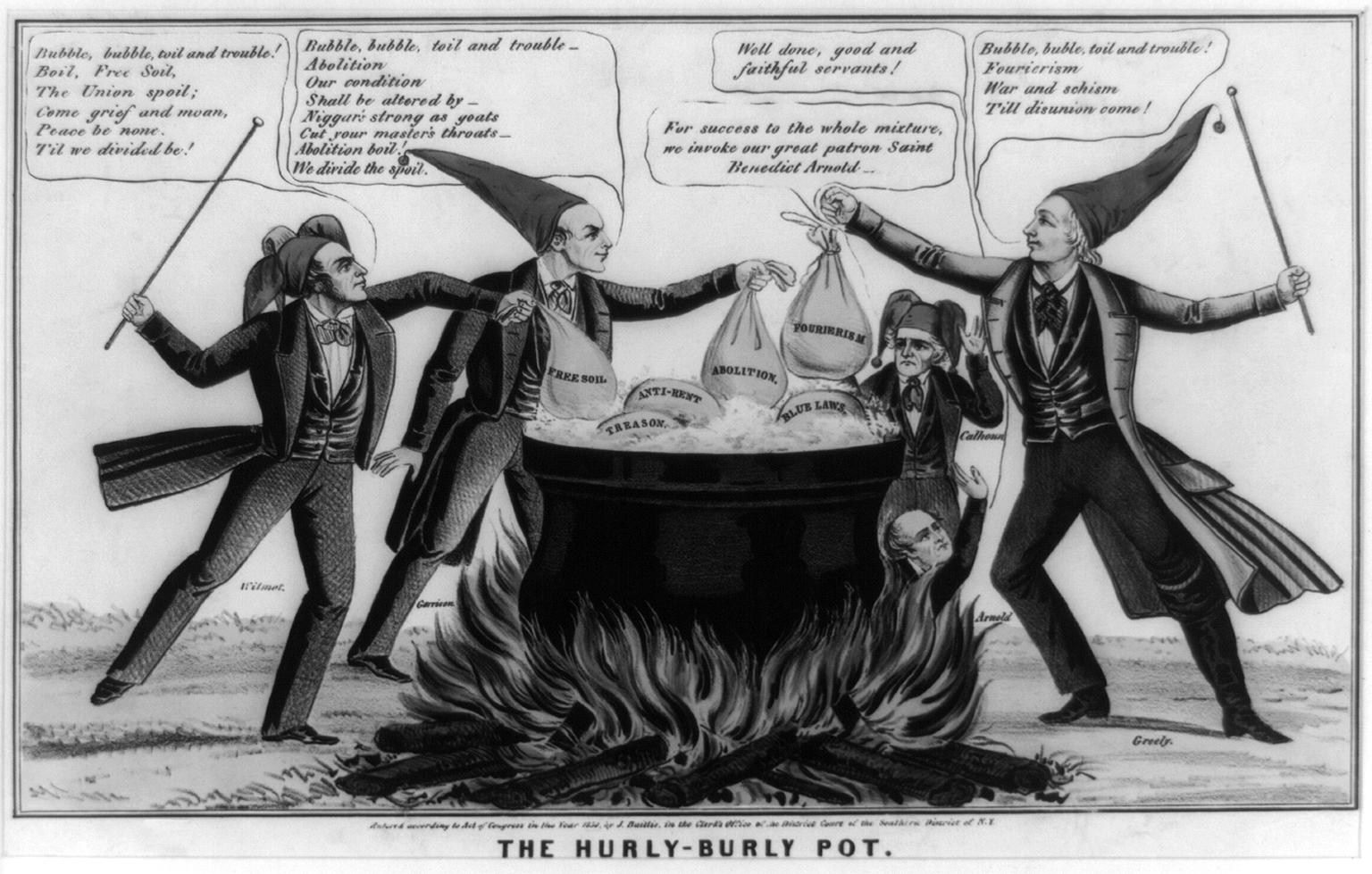
În această caricatură politică din 1850, artistul atacă interesele aboliționiste, liber-pământiste și alte interese secționaliste din 1850 ca pericole pentru Uniune.

Partidul Pământul Liber a continuat să existe după 1848, prezentând candidați pentru diferite funcții. La nivel de stat, liber-pământiștii au intrat adesea în coaliție cu oricare dintre partidele majore pentru a promova în diverse funcții activiști anti-sclavie. Pentru a ocoli problema prevederii Wilmot, administrația Taylor a propus ca teritoriile Cesiunii Mexicane să fie admise ca state fără a organiza mai întâi guverne teritoriale; astfel, sclavia din zonă urma să fie lăsată la latitudinea guvernelor statelor, fără implicarea guvernului federal. În ianuarie 1850, senatorul Clay a prezentat o propunere separată care includea admiterea Californiei ca stat liber, renunțarea de către Texas la unele dintre pretențiile sale teritoriale în nord și vest în schimbul reducerii datoriilor, înființarea teritoriilor New Mexico și Utah, interzicerea importului de sclavi în Districtul Columbia pentru vânzare și o lege mai strictă a sclavilor fugari. Liber-pământiștii s-au opus ferm acestei propuneri, concentrându-se în special pe legea sclavilor fugari⁠(d).
Taylor a murit în iulie 1850 și președinte a devenit automat vicepreședintele Fillmore. Fillmore și democratul Stephen A. Douglas au aranjat adoptarea Compromisului din 1850, care se baza pe propunerea anterioară a lui Clay. Partidul Whig a devenit puternic divizat între Whigs pro-compromise precum Fillmore și Webster, și Whigs anti-Compromis precum William Seward, care a cerut abrogarea Legii Sclavilor Fugari. Primul dintre câteva episoade importante privind aplicarea Legii Sclavilor Fugari a avut loc la sfârșitul anului 1850, când aboliționiștii din Boston i-au ajutat pe Ellen și William Craft⁠(d), doi sclavi fugari, să evadeze în Canada.
Deși Legea Sclavilor Fugari și aplicarea sa i-au revoltat pe activiștii anti-sclavie, cei mai mulți nordici au considerat-o un compromis necesar pentru pacea secțională cu Sudul și în Nord s-a dezvoltat o reacțiune împotriva agitației anti-sclavie. Partidul Pământul Liber a suferit din cauza acestei reacțiuni, precum și din cauza plecării din partid a multor democrați anti-sclavie (inclusiv Van Buren însuși), mulți dintre care credeau că echilibrul secțional a fost restabilit în urma candidaturii lui Van Buren și a Compromisului din 1850. Charles Sumner a câștigat alegerile pentru cel de al 32-lea Congres, dar liber-pământiștii a pierdut cinci locuri la alegerile pentru Camera Reprezentanților din 1850 și 1851. Pe măsură ce alegerile prezidențiale din 1852 se apropiau, liber-pământiștii căutau un candidat. Potențialii candidați de anvergură națională precum Van Buren și senatorul Thomas Hart Benton⁠(d) au refuzat să candideze, în timp ce judecătorul de la Curtea Supremă Levi Woodbury⁠(d), un alt subiect de speculație ca potențial candidat pentru Pământul Liber, a murit în 1851.

### Alegerile prezidențiale din 1852
Aplicarea Legii Sclavilor Fugari a afectat poziția lui Fillmore printre nordici și, cu sprijinul senatorului Seward, generalul Winfield Scott⁠(d) a obținut nominalizarea pentru candidatura la președinție la Convenția Națională Whig din 1852. Convenția națională Whig a adoptat, de asemenea, o platformă care susținea Compromisul din 1850 și Legea Sclavilor Fugari. Scott și consilierii săi au sperat inițial să evite să susțină în mod deschis Compromisul din 1850 pentru a solicita sprijinul Partidului Pământul Liber, dar, ca o concesie către whighii din Sud, Scott a acceptat să sprijine platforma Whig. Între timp, Convenția Națională Democrată din 1852 l-a nominalizat pe fostul senator din New Hampshire, Franklin Pierce, un nordic care simpatiza cu viziunea sudică asupra sclaviei. Liderii liber-pământiști s-au gândit inițial să-l susțină pe Scott, dar au organizat o convenție națională după ce Scott a acceptat platforma pro-compromis a Partidului Whig.
La Convenția Pământului Liber din august 1852, organizată la Pittsburgh, partidul a nominalizat o candidatură format din senatorul John P. Hale din New Hampshire și fostul congresman George Washington Julian⁠(d) din Indiana. Partidul a adoptat o platformă care cerea abrogarea Legii Sclavilor Fugari și descria sclavia drept „un păcat împotriva lui Dumnezeu și o crimă împotriva omului”. Liderii liber-pământiști îl preferau pe Scott în locul lui Pierce, iar Hale și-a concentrat campania pe obținerea voturilor alegătorilor democrați anti-sclavie. Alegerile s-au dovedit a fi dezastruoase pentru Partidul Whig, deoarece Scott a fost învins detașat, iar whighii au pierdut mai multe alegeri pentru Congres și la nivel de stat. Hale a câștigat aproape cinci la sută din voturi, cu cele mai bune rezultate în Massachusetts, Vermont și Wisconsin. Deși o mare parte din această scădere a sprijinului a fost cauzată de întoarcerea grupării Barnburners la Partidul Democrat, mulți care votaseră pentru Van Buren în 1848 nu au mai votat la alegerile din 1852. În urma înfrângerii decisive a Whighilor, mulți lideri din Partidul Pământul Liber au prezis o realiniere iminentă care ar fi avut ca rezultat formarea unui partid anti-sclavie mai mare care să-i unească pe liber-pământiști, Whig și democrați.

### Formarea Partidului Republican

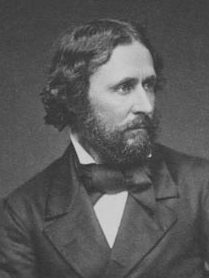
După adoptarea Legii Kansas-Nebraska în 1854, liber-pământiștii s-au alăturat altor grupări pentru a forma Partidul Republican, care l-a nominalizat pe neofitul politic John C. Frémont pentru funcția de președinte în 1856.

În speranța de a stimula crearea unei căi ferate transcontinentale, în 1853, senatorul Douglas a propus un proiect de lege care să înființeze un guvern teritorial organizat într-o porțiune din Achiziția Louisiana care se afla la nord de paralela de 36°30′ și, astfel, excludea sclavia în condițiile Compromisului Missouri. După ce senatorii sudici pro-sclavie au blocat adoptarea propunerii, Douglas și alți lideri democrați au căzut de acord cu un proiect de lege care să abroge Compromisul Missouri și să le permită locuitorilor teritoriilor să determine statutul sclaviei. Ca răspuns, liber-pământiștii au emis Apelul Democraților Independenți⁠(d), un manifest care ataca proiectul de lege ca fiind opera Puterii Sclaviei. Depășind opoziția liber-pământiștilor, a whighilor din Nord și a multor democrați, Legea Kansas-Nebraska a fost adoptată în mai 1854. Aceasta i-a înfuriat profund pe mulți nordici, inclusiv pe democrații anti-sclavie și pe whighii conservatori, care în mare parte nu erau interesați de chestiunea sclaviei, dar au fost deranjați de renunțarea la un compromis vechi de treizeci de ani. Răspunsul ferm al lui Pierce la protestele care au urmat capturării sclavului evadat Anthony Burns⁠(d) i-a înstrăinat și mai mult pe mulți nordici.
Pe tot parcursul anului 1854, democrații, whighii și liber-pământiștii au ținut convenții de stat și locale, unde au denunțat Legea Kansas-Nebraska. Multe dintre convențiile mai mari au convenit să nominalizeze o candidatură comună la președinție, care să se opună Legii Kansas-Nebraska, și unele părți au adoptat platforma Pământului Liber din 1848 și 1852. Unul dintre aceste grupuri s-a întrunit la Ripon, Wisconsin⁠(d) și a acceptat să înființeze un nou partid, cunoscut sub numele de Partidul Republican, dacă Legea Kansas-Nebraska va fi adoptată. Deși mulți democrați și whig implicați în mișcarea anti-Nebraska⁠(d) încă se agățau de afilierea lor partizană, alții au început să se eticheteze drept republicani. O altă coaliție politică a apărut sub forma mișcării nativiste și anti-catolice Know Nothing, care a format Partidul American. Partidul Republican se adresa aproape exclusiv nordicilor, în schimb Know Nothings au adunat mulți adepți atât în nord, cât și în sud; unii indivizi s-au alăturat ambelor grupuri, chiar dacă au rămas parte din Partidul Whig sau din Partidul Democrat.
Democrații din Congres au suferit pierderi uriașe la alegerile intermediare din 1854, deoarece alegătorii au sprijinit o gamă largă de noi partide opuse Partidului Democrat. Majoritatea candidaților victorioși la Congres care nu erau afiliați Partidului Democrat au făcut campanie fie independent de Partidul Whig, fie prin fuziune cu un alt partid. „Bleeding Kansas”, o luptă între coloniștii anti-sclavie și cei sclavagiști pentru controlul teritoriului Kansas⁠(d), a escaladat în 1855 și 1856, împingând mulți nordici moderați să se alăture Partidului Republican emergent. Pe măsură ce cooperarea dintre whighii din Nord și cei din Sud părea a fi din ce în ce mai imposibilă, lideri ai ambelor secțiuni au continuat să abandoneze partidul. În septembrie 1855, Seward a plecat împreună cu facțiunea sa de Whig în Partidul Republican, ceea ce a marcat efectiv sfârșitul Partidului Whig ca forță politică independentă și semnificativă. În mai 1856, după ce a denunțat Puterea Sclaviei într-un discurs la Senat, senatorul Sumner a fost atacat cu bastonul⁠(d) de congresmanul Preston Brooks, faptă care i-a revoltati pe nordici. Între timp, Convenția Națională Americană din 1856 l-a nominalizat pe fostul președinte Fillmore pentru președinție, dar mulți nordici au părăsit Partidul American după ce platforma partidului nu a reușit să denunțe Legea Kansas-Nebraska.
Convenția națională republicană din 1856 s-a reunit la Philadelphia în iunie 1856. Un comitet prezidat de David Wilmot a produs o platformă care denunța sclavia, Legea Kansas-Nebraska și administrația Pierce. Deși Chase și Seward erau cei mai reputați membri ai partidului în curs de dezvoltare, republicanii l-au nominalizat pentru președinție pe John C. Frémont, un neofit politic, ginerele lui Thomas Hart Benton. Partidul a făcut campanie pentru o nouă versiune a unui vechi slogan al liber-pământiștilor: „Liberitate de exprimare, presă liberă, oameni liberi, muncă liberă, pământ liber și Frémont”. Odată cu prăbușirea Partidului Whig, alegerile prezidențiale din 1856⁠(d) au devenit o competiție tripartită între democrați, Know Nothings și republicani. În timpul campaniei sale, Fillmore a minimalizat problema nativismului, încercând în schimb să-și folosească campania drept platformă pentru unionism și o renaștere a Partidului Whig. În cele din urmă, democratul James Buchanan a câștigat alegerile cu o majoritate a voturilor electorale și 45 la sută din votul popular; Frémont a câștigat majoritatea voturilor electorale rămase și a obținut 33 la sută din votul popular, în timp ce Fillmore a câștigat 21,6 la sută din votul popular și doar opt voturi electorale. Frémont a câștigat tot New Englandul, statul New York și părți din Vestul Mijlociu, dar Buchanan a câștigat aproape tot Sudul și câteva state din nord.

## Ideologie și poziții
Platforma Pământul Liber din 1848 denunța în mod deschis instituția sclaviei, cerând guvernului federal „să se elibereze de orice responsabilitate pentru existența și continuarea sclaviei” prin abolirea sclaviei în toate districtele și teritoriile federale. Platforma declara: „Înscriem pe stindardul nostru: «Pământ liber, exprimare liberă, muncă liberă și oameni liberi» și sub el vom lupta mai departe și vom lupta pentru totdeauna, până când o victorie triumfătoare ne va răsplăti eforturile”. Spre deosebire de Partidul Libertății, platforma Partidului Pământul Liber din 1848 nu aborda problemele sclavilor fugari sau a discriminării rasiale și nici nu cerea abolirea sclaviei în state. Cu toate acestea, partidul a obținut sprijinul multor foști lideri ai Partidului Libertății, care cereau abolirea ori de câte ori era posibil, obiectivul principal al Partidului Libertății. Platforma Pământul Liber cerea, în plus, scăderea taxelor vamale, a taxelor poștale, și îmbunătățiri ale porturilor. Platforma partidului din 1852 denunța mai deschis sclavia și cerea și recunoașterea diplomatică a Haitiului. Mulți liber-pământiști susțineau și mișcarea pentru cumpătare⁠(d).

## Baza de sprijin

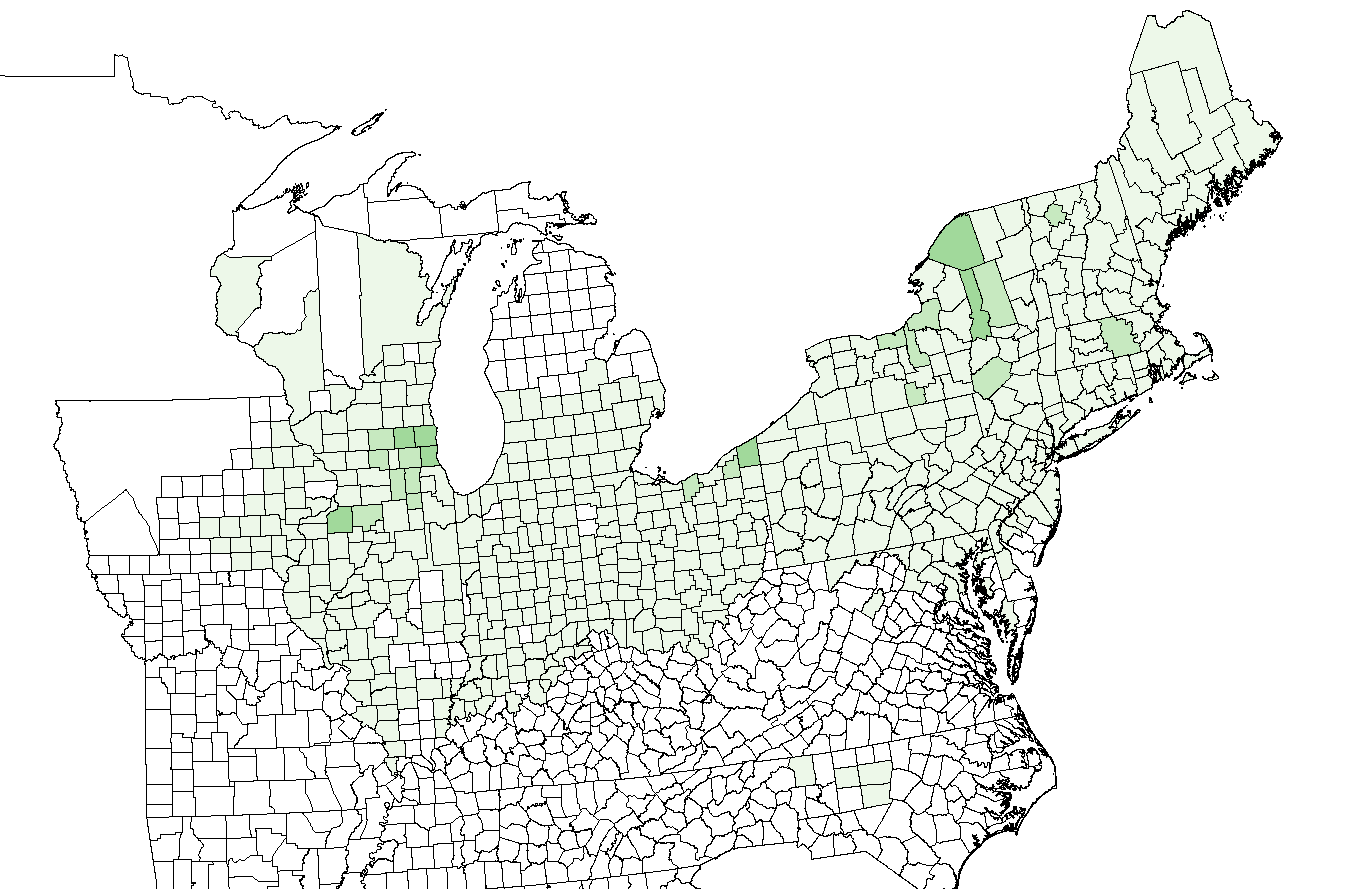
Rezultatele Partidului Pământul Liber la alegerile din 1848; nuanțele mai închise de verde indică sprijin mai mare

La alegerile din 1848, Partidul Pământul Liber a obținut cele mai bune rezultate în New York, Vermont și Massachusetts. Deși unii democrați anti-sclavie îl considerau acceptabil pe Cass sau au refuzat să voteze pentru o candidatură a lui Charles Francis Adams, aproximativ trei cincimi din sprijinul pentru candidatura lui Van Buren provenea de la democrați. Aproximativ o cincime dintre cei care au votat pentru Van Buren fuseseră foști membri ai Partidului Libertății, deși un număr mic de membri ai Partidului Libertății au votat în schimb pentru Gerrit Smith. Cu excepția statelor New Hampshire și Ohio, relativ puțini whighi au votat pentru Van Buren, deoarece membri ai Partidului Whig care se opuneau sclaviei precum Abraham Lincoln, Thaddeus Stevens și Horace Greeley l-au susținut în mare măsură pe Taylor.
În New England, mulți sindicaliști și reformatori funciari au susținut Partidul Pământului Liber, deși alții considerau sclavia o problemă secundară sau erau ostili mișcării anti-sclavie. Alți susținători ai Partidului Solului Liber erau activi în mișcarea pentru drepturile femeilor, iar un număr disproporționat al celor care participaseră la Convenția de la Seneca Falls au fost asociați cu partidul. Una dintre cele mai importante activiste pentru drepturile femeilor, Elizabeth Cady Stanton⁠(d), a fost soția liderului liber-pământist Henry Brewster Stanton⁠(d) și verișoară a congresmanului liber-pământist Gerrit Smith⁠(d).

## Liderii de partid și alți membri marcanți

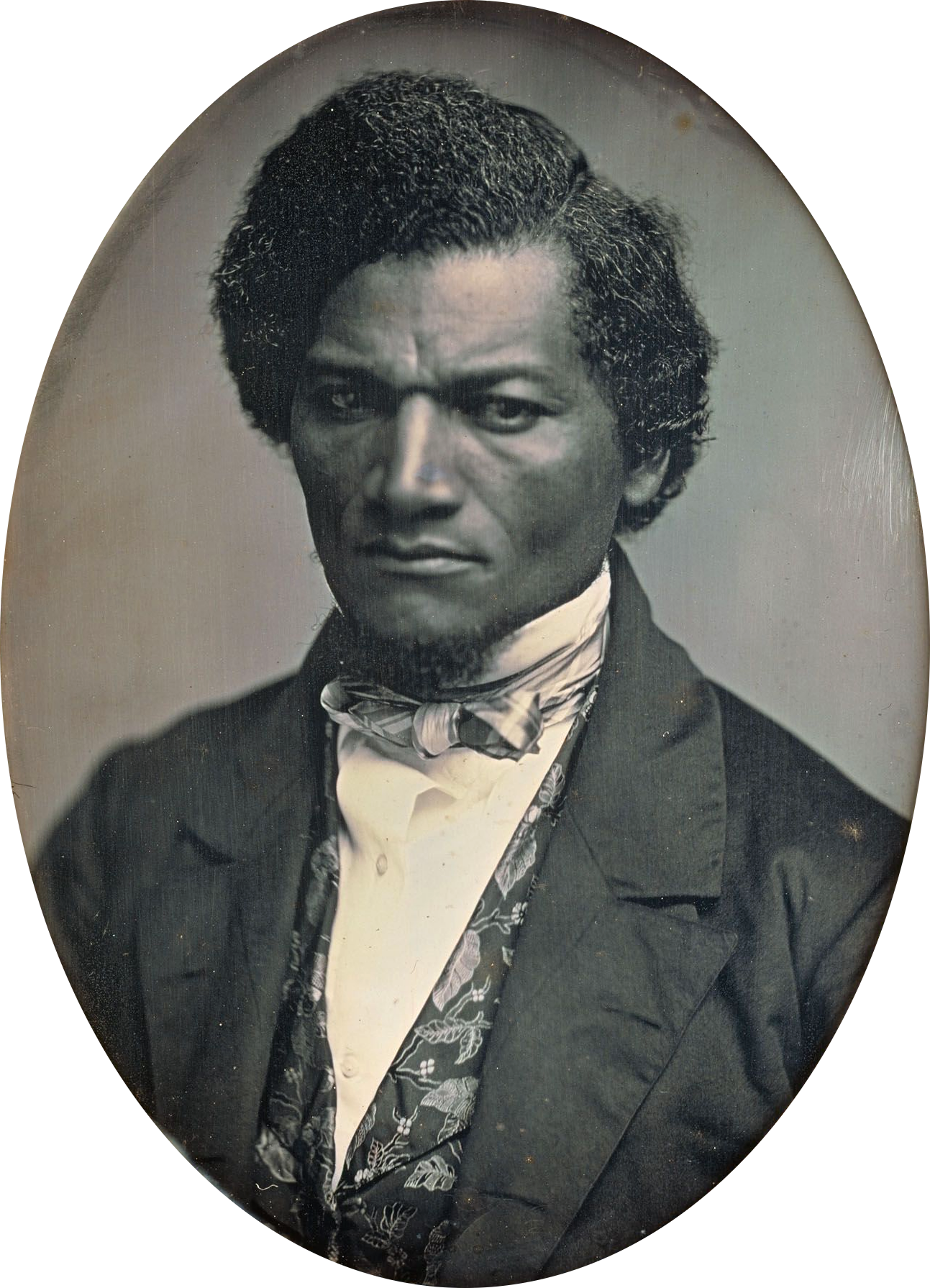
Frederick Douglass a servit ca secretar al Convenției Naționale a Partidului Pământul Liber din 1852.

Fostul președinte Martin Van Buren din New York și senatorul John P. Hale din New Hampshire au fost cei doi candidați la președinție din partea partidului, în timp ce Charles Adams din Massachusetts și congresmanul George Washington Julian au fost nominalizați pentru vicepreședinție. Salmon P. Chase, Preston King, Gamaliel Bailey⁠(d) și Benjamin Butler au jucat roluri cruciale în conducerea primei convenții a partidului și în elaborarea primei platforme. Printre cei care au participat la prima convenție liber-pământistă s-au numărat poetul și jurnalistul Walt Whitman și liderul aboliționist Frederick Douglass, acesta din urmă făcând parte dintr-un mic grup de afro-americani care au participat la convenție. În septembrie 1851, Julian, congresmanul Joshua Reed Giddings⁠(d) și Lewis Tappan⁠(d) au organizat o convenție națională liber-pământistă care s-a întrunit la Cleveland, Ohio. Printre alte persoane notabile asociate cu partidul s-au numărat Cassius Marcellus Clay⁠(d), candidatul democrat la președinție din 1876 Samuel J. Tilden, senatorul Charles Sumner, reformatorul educațional Horace Mann⁠(d), poetul John Greenleaf Whittier⁠(d), viitorul guvernatoral Montanei Sidney Edgerton⁠(d), educatorul Jonathan Blanchard⁠(d), poetul William Cullen Bryant și scriitorul Richard Henry Dana Jr.⁠(d) 

## Moştenire

### Liber-pământiști în Partidul Republican
Partidul Pământul Liber a fost în mare parte absorbit de Partidul Republican după 1854. Cu toate acestea, Martin Van Buren (care se întorsese deja la Partidul Democrat în noiembrie 1852 ), adepții săi și Barnburners⁠(d) s-au alăturat Partidului Democrat. La fel ca predecesorii lor liber-pământiști, liderii republicani de la sfârșitul anilor 1850 nu cereau abolirea sclaviei, ci încercau doar să împiedice extinderea sclaviei în teritorii. Republicanii au combinat poziția liber-pământistă față de sclavie cu pozițiile Whig pe probleme economice, cum ar fi sprijinul pentru taxe vamale mari și proiecte de infrastructură cu finanțare federală. După 1860, Partidul Republican a devenit forța dominantă în politica națională. Reflectând după ani asupra noii forțe electorale a Partidului Republican, activistul anti-sclavie liber-pământist Henry Brewster Stanton⁠(d) a scris că „cauza slabă pe care am îmbrățișat-o la Cincinnati în 1832... [acum se sprijină] pe umerii largi ai unui partid puternic în marș spre victorie”.
Fostul liber-pământist Salmon Chase a fost un pretendent important pentru candidatura prezidențială la Convenția Națională Republicană din 1860, dar Abraham Lincoln i-a învins pe Chase, Seward și pe alți candidați și a devenit candidatul prezidențial al partidului. După ce Lincoln a câștigat alegerile prezidențiale din 1860, mai multe state din Sud s-au separat, ducând în cele din urmă la Războiul Civil. În timpul războiului, a apărut o facțiune a Partidului Republican cunoscută sub numele de Republicanii Radicali; acești republicani radicali mergeau în general mai departe decât alți republicani în susținerea egalității rasiale și se pronunțau pentru abolirea imediată a sclaviei. Mulți dintre liderii republicani radicali, inclusiv Giddings, Chase, Hale, Julian și Sumner, fuseseră membri ai Partidului Pământul Liber. Unii republicani radicali au căutat să-l înlocuiască pe Lincoln la candidatura pentru președinția republicană din 1864 fie cu Chase, fie cu Frémont, dar Lincoln a câștigat în cele din urmă re-nominalizarea și a fost reales. În 1865, Războiul Civil a luat sfârșit odată cu capitularea Confederației, iar Statele Unite au abolit sclavia la nivel național prin ratificarea celui de al treisprezecelea amendament. Republicanii radicali au exercitat o influență importantă în timpul Epocii de Reconstrucție care a urmat, solicitând reforme ambițioase menite să promoveze egalitatea politică și economică a afro-americanilor din Sud.
În 1872, un număr disproporționat de foști liber-pământiști a ajutat la înființarea efemerului Partid Liberal Republican, un grup separatist de republicani care a lansat o provocare nereușită la adresa candidaturii președintelui Ulysses S. Grant pentru realegerea din 1872⁠(d). Pe lângă înfrângerea lui Grant, obiectivele centrale ale partidului au fost sfârșitul Reconstrucției, punerea în aplicare a reformei serviciului public și reducerea taxelor vamale. Fostul liber-pământist Charles Francis Adams a ieșit primul la mai multe scrutine pentru candidatura prezidențială la convenția liberal-republicană din 1872, dar a fost în cele din urmă învins de Horace Greeley. Mulți alți foști liber-pământiști au rămas în Partidul Republican, inclusiv fostul congressman Henry Wilson, care a servit ca vicepreședinte din 1873 până la moartea sa în 1875.

### Memoriale
Orașul Free Soil, Michigan⁠(d), a fost numit după Partidul Pământul Liber în 1848. 

### Reînvierea recentă
În 2014, numele partidului a fost folosit de către American Free Soil Party, o grupare care punea accent pe dreptate pentru imigranți și pe combaterea discriminării. Pe 15 februarie 2019, Partidul American Free Soil a câștigat acces la vot pentru primul său candidat într-o cursă partizană, atunci când dr. James W. Clifton a depus candidatura pentru consiliul orășenesc din Millersburg, Indiana. A doua zi, partidul a organizat convenția națională și și-a nominalizat candidații la președinție pentru 2020, fostul comisar pentru Southwick Adam Seaman din Massachusetts și Dr. Enrique Ramos din Puerto Rico pentru președinție și, respectiv, vicepreședinție. Pe 5 noiembrie, Clifton a pierdut cursa în alegerile locale cu 47% la 53%.

## Istoria electorală

### Alegeri prezidentiale
| Scrutin | Candidat                     | Candidat                 | Candidat        | Coleg de alergat                         | Coleg de alergat                         | Coleg de alergat | Vot   | Vot |
| Scrutin | Candidat (naștere-deces)     | Candidat (naștere-deces) | Stat de origine | Candidat viceprezidențial(naștere-deces) | Candidat viceprezidențial(naștere-deces) | Stat de origine  | VP%   | VE% |
| ------- | ---------------------------- | ------------------------ | --------------- | ---------------------------------------- | ---------------------------------------- | ---------------- | ----- | --- |
| 1848    | Martin Van Buren (1782–1862) | Martin Van Buren         | NY              | Charles Francis Adams Sr.⁠(d) (1807–1886) |                                          | MA               | 10,1% | 0%  |
| 1852    | John P. Hale⁠(d) (1806–1873)  |                          | NH              | George W. Julian⁠(d) (1817–1899)          |                                          | IN               | 4,9%  | 0%  |

### Membrii ai Congresului
Senatori
- Lawrence Brainerd⁠(d) (VT)
- Salmon P. Chase (OH)
- Francis Gillette⁠(d) (CT)
- John P. Hale⁠(d) (NH)
- Charles Sumner (MA)
- Henry Wilson (MA)

Membri ai Camerei Reprezentanților
- Charles Allen⁠(d) (MA)
- Walter Booth⁠(d) (CT)
- Alexander De Witt⁠(d) (MA)
- Charles Durkee⁠(d) (WI)
- Joshua Reed Giddings⁠(d) (OH)
- Edward Wade⁠(d) (OH)
- John W. Howe⁠(d) (PA)
- George Washington Julian⁠(d) (IN)
- Preston King⁠(d) (NY)
- Horace Mann⁠(d) (MA)
- Joseph M. Root⁠(d) (OH)
- Gerrit Smith⁠(d) (NY)
- Amos Tuck (NH)

### Împărțirea pe partide a Congresului, 1849–1855
| 31 | 1849–1851 | 62 | 35 | 25 | 2 | 233 | 113 | 108 | 9 | 2  | Zachary Taylor   |
| 32 | 1851–1853 | 62 | 36 | 23 | 3 | 233 | 127 | 85  | 4 | 17 | Millard Fillmore |
| 33 | 1853–1855 | 62 | 38 | 22 | 2 | 234 | 157 | 71  | 4 | 2  | Franklin Pierce  |